# 花尾连鳍鱼
花尾连鳍鱼（学名：Novaculichthys taeniourus），又名花尾美鰭魚、帶尾新隆魚，俗名角龍、娘仔魚、帶尾鸚鯛，为輻鰭魚綱隆头鱼科连鳍鱼属的鱼类。分布于印度洋非洲东岸至太平洋中部、北至日本、台湾岛以及南海诸岛等，深度3至25公尺。该物种的模式产地在马达加斯加。

## 特徵

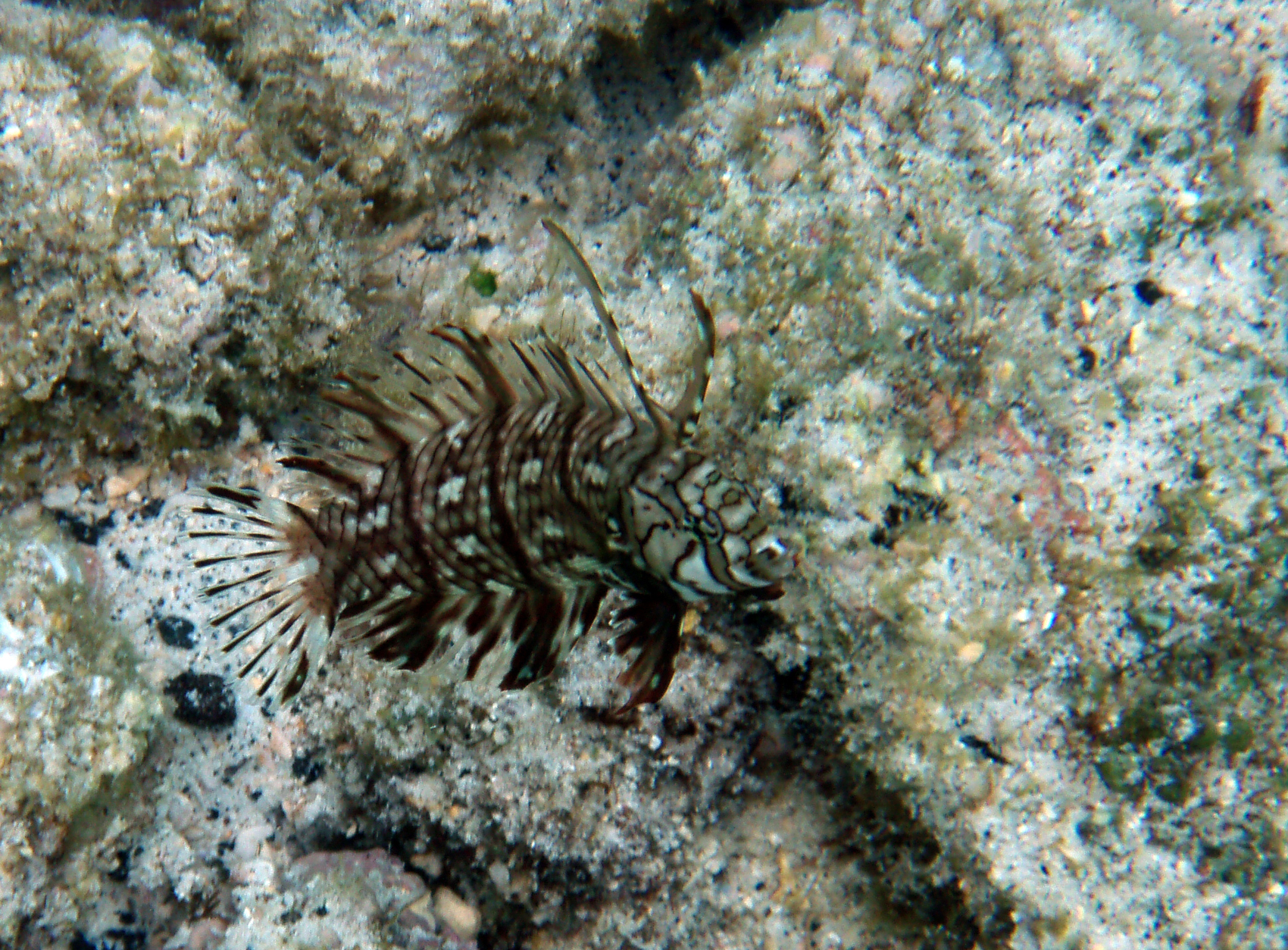
幼鱼

本魚吻背部的側面輪廓約呈45至60°的斜角，上下頜前側具 2對鈍犬齒；頭部無鱗，但眼後具一短列而近垂直的中型鱗片。眼睛至吻的距離大魚眼至頭背部的距離。幼魚體色為深棕色，上有4條由斑點排成的橫帶，背鰭的第一、二棘特別延長。成魚體側無橫帶但體側的鱗片上大多有淡棕色點，背鰭無延長的硬棘。在眼睛四周有輻射狀的茶色紋。尾鰭基部處有一白色橫帶。背鰭硬棘9枚、背鰭軟條12至13枚、臀鰭硬棘3枚、臀鰭軟條12至13枚。體長可達30公分。

## 生態
本魚通常成对生活在在半開放、潮流溫和的珊瑚礁平台或潮池混有碎石和沙的地方，领域意识很强。成魚性機警，幼魚外形如一片海藻，也常擬態藻類隨波漂動，受追趕時會潛沙。

## 經濟利用
可做為食用魚及觀賞魚。